# Monticello, Maine
Monticello är en kommun i Aroostook County i delstaten Maine, USA.